# Desmeocraera analis
Desmeocraera analis är en fjärilsart som beskrevs av Sergius G. Kiriakoff 1954. Desmeocraera analis ingår i släktet Desmeocraera och familjen tandspinnare. Inga underarter finns listade i Catalogue of Life.